# Verano de Escándalo (2014)
Verano de Escándalo 2014 fue la decimosexta edición del Verano de Escándalo, un evento de pago por visión de lucha libre profesional producido por Asistencia Asesoría y Administración. Tuvo lugar el 7 de junio de 2014 desde el Plaza de Toros la Concordia en Orizaba, Veracruz.
El evento contó con seis combates y fue encabezado por el debut en la AAA del exluchador del Consejo Mundial de Lucha Libre y de la WWE Myzteziz (anteriormente conocido como Místico y Sin Cara).

## Resultados
- Los Cadetes (Aero Star, Venum y Ludxor) derrotaron a Súper Fly, Carta Brava Jr. y El Apache.
  - Star cubrió a Fly después de un «Súper huracarrana».
- El Elegido, Pimpinela Escarlata, Faby Apache y Mascarita Sagrada derrotaron a Silver King, Black Mamba, Sexy Star y Mini Abismo Negro.
  - Elegido cubrió a King después de una «Desnucadora».
- Bengala derrotó a Angélico, Australian Suicide, Dark Escoria, Fénix, El Hijo del Fantasma, Jack Evans y Pentagón Jr. y ganó una oportunidad por el Campeonato de Peso Crucero de AAA.
  - Bengala cubrió a Pentagón con un «8.1».
- Los Mexican Power (Crazy Boy, Joe Líder & Niño Hamburguesa) derrotaron a La Anarquía (Daga, Eterno & Steve Pain).
  - Hamburguesa cubrió a Daga con un «Plancha».
- El Texano Jr. (con El Hijo del Fantasma) derrotó a Psycho Clown (con Mini Clown) y retuvo el Megacampeonato de AAA.
  - Texano cubrió a Clown después de un «Final Kick».
- Myzteziz, La Parka y Cibernético derrotaron a La Sociedad (Averno, El Hijo del Perro Aguayo y Chessman).
  - Myzteziz cubrió a Chessman después de una «Mística».